# ビス-γ-グルタミルシスチンレダクターゼ
ビス-γ-グルタミルシスチンレダクターゼ（bis-γ-glutamylcystine reductase）は、グルタチオン代謝酵素の一つで、次の化学反応を触媒する酸化還元酵素である。
2 γ-グルタミルシステイン + NADP+ {\displaystyle \rightleftharpoons } ビス-γ-グルタミルシスチン + NADPH + H+
反応式の通り、この酵素の基質はγ-グルタミルシステインとNADP+、生成物はビス-γ-グルタミルシスチンとNADPHとH+である。
組織名はγ-glutamylcysteine:NADP+ oxidoreductaseで、別名にNADPH2:bis-γ-glutamylcysteine oxidoreductaseがある。